# EXO-CBX Magical Circus Tour 2018
 (juillet 2025).
L’EXO-CBX Magical Circus Tour 2018 est la première tournée d'EXO-CBX, le premier sous-groupe du boys band sud-coréo-chinois EXO qui a débuté le 11 mai 2018 à Yokohama et se terminera le 29 avril 2019 à Kobe. Cette tournée se concentrera principalement au Japon.

## Contexte
Le 29 janvier 2018, le site officiel japonais d'EXO, annonce que le sous-groupe effectuera leur première tournée au Japon. Le 16 mai, il a été annoncé sur le site japonais officiel du groupe que le concert du 13 mai ayant eu lieu à Yokohama sera diffusé en exclusivité le 22 juillet sur la chaîne WOWOW. Le 1er mai, il a été annoncé qu'il y aurait une rencontre pour ceux qui achèteraient une édition limitée de l'album. Trente fans seront sélectionnés au hasard grâce à un système de loterie pour chaque concert.

## Médias
Deux de leurs concerts sont sortis en DVD et Blu-ray en 2018 et 2019, à savoir celui ayant eu lieu à Yokohama (concert du 13 mai 2018) et celui à Saitama (concert du 17 avril 2019).

## Liste des concerts
| Date            | Ville    | Pays  | Lieu                      | Audience |
| --------------- | -------- | ----- | ------------------------- | -------- |
| Asie            |          |       |                           |          |
| 11 mai 2018     | Yokohama | Japon | Yokohama Arena            | 39 000   |
| 12 mai 2018     | Yokohama | Japon | Yokohama Arena            | 39 000   |
| 13 mai 2018     | Yokohama | Japon | Yokohama Arena            | 39 000   |
| 16 mai 2018     | Fukuoka  | Japon | Fukuoka Convention Center | 15 000   |
| 19 mai 2018     | Nagoya   | Japon | Nippon Gaishi Hall        | 20 000   |
| 20 mai 2018     | Nagoya   | Japon | Nippon Gaishi Hall        | 20 000   |
| 7 juin 2018     | Osaka    | Japon | Osaka-jō Hall             | 22 000   |
| 8 juin 2018     | Osaka    | Japon | Osaka-jō Hall             | 22 000   |
| Special Edition |          |       |                           |          |
| 16 avril 2019   | Saitama  | Japon | Saitama Super Arena       | 36 000   |
| 17 avril 2019   | Saitama  | Japon | Saitama Super Arena       | 36 000   |
| 27 avril 2019   | Kobe     | Japon | World Memorial Hall       | 30 000   |
| 28 avril 2019   | Kobe     | Japon | World Memorial Hall       | 30 000   |
| 29 avril 2019   | Kobe     | Japon | World Memorial Hall       | 30 000   |

## Personnel
- Organisateur de la tournée : SM Entertainment
- Artiste : EXO-CBX (Chen, Baekhyun et Xiumin)
- Billetterie : Yahoo! (Japon)